# Pasiraman
Pasiraman is een bestuurslaag in het regentschap Blitar van de provincie Oost-Java, Indonesië. Pasiraman telt 3168 inwoners (volkstelling 2010).